# أدريان لامبرت
أدريان لامبرت هو سياسي كندي، ولد في 15 يوليو 1913 في شوديير أبالاش في كندا، وتوفي في 23 يوليو 2003. حزبياً، نشط في Social Credit Party of Canada ‏. وقد انتخب عضو مجلس العموم الكندي.